# Gideon Jacques Denny
Pour les articles homonymes, voir Denny.
Gideon Jacques Denny, né le 15 juillet 1830 à Wilmington dans l'État du Delaware et mort le 7 octobre 1886 à Cambria dans l'État de la Californie, est un peintre américain, spécialisé dans la peinture de marine.

## Biographie
Il naît à Wilmington dans l'État du Delaware en 1830.
Jeune homme, il travaille sur des navires dans la baie de Chesapeake. En 1849, la ruée vers l'or le conduit en Californie ou il s'installe à San Francisco. Il travaille alors sur les quais pour le San Francisco Vigilance Movement. Il part ensuite à Milwaukee où il étudie la peinture auprès de Samuel Marsden Brookes. En 1857, il retourne à San Francisco où il ouvre son studio. Il voyage ensuite au Canada et en Amérique du Sud. Il est rejoint par Brookes en 1862, avec qui il partage un temps son studio. En 1868, il visite l'archipel d'Hawaï.
Il meurt du paludisme lors d'un séjour à Cambria en Californie en 1886.
Ces œuvres sont notamment visibles ou conservées à la California Historical Society (en) et au musée des beaux-arts de San Francisco, au Berkeley Art Museum and Pacific Film Archive de Berkeley, au Crocker Art Museum de Sacramento, au Muséum Bishop d'Honolulu, à l'Oakland Museum of California d'Oakland et au musée des arts de Monterey.

## Œuvres

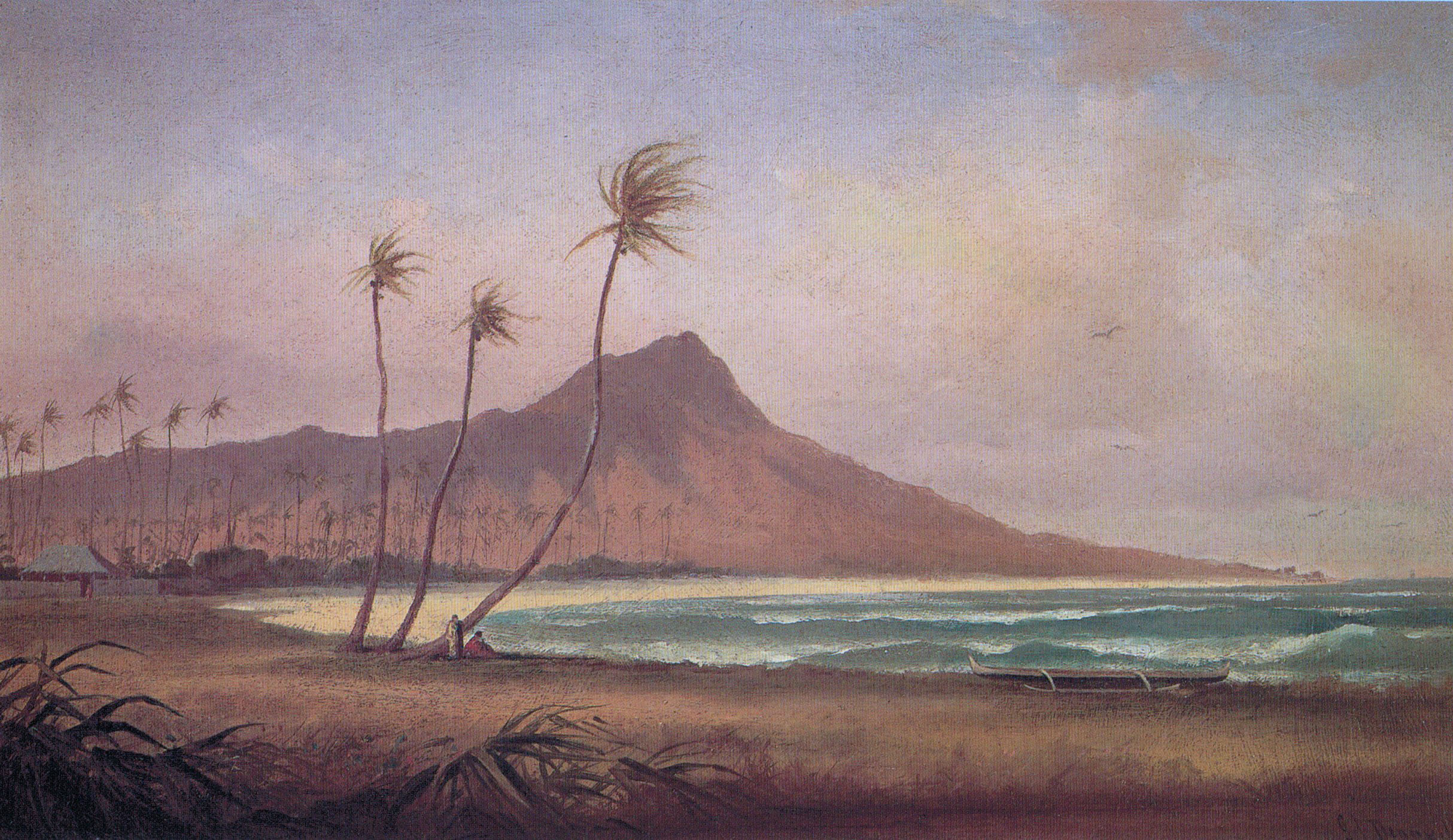
La plage de Waikiki (1868)
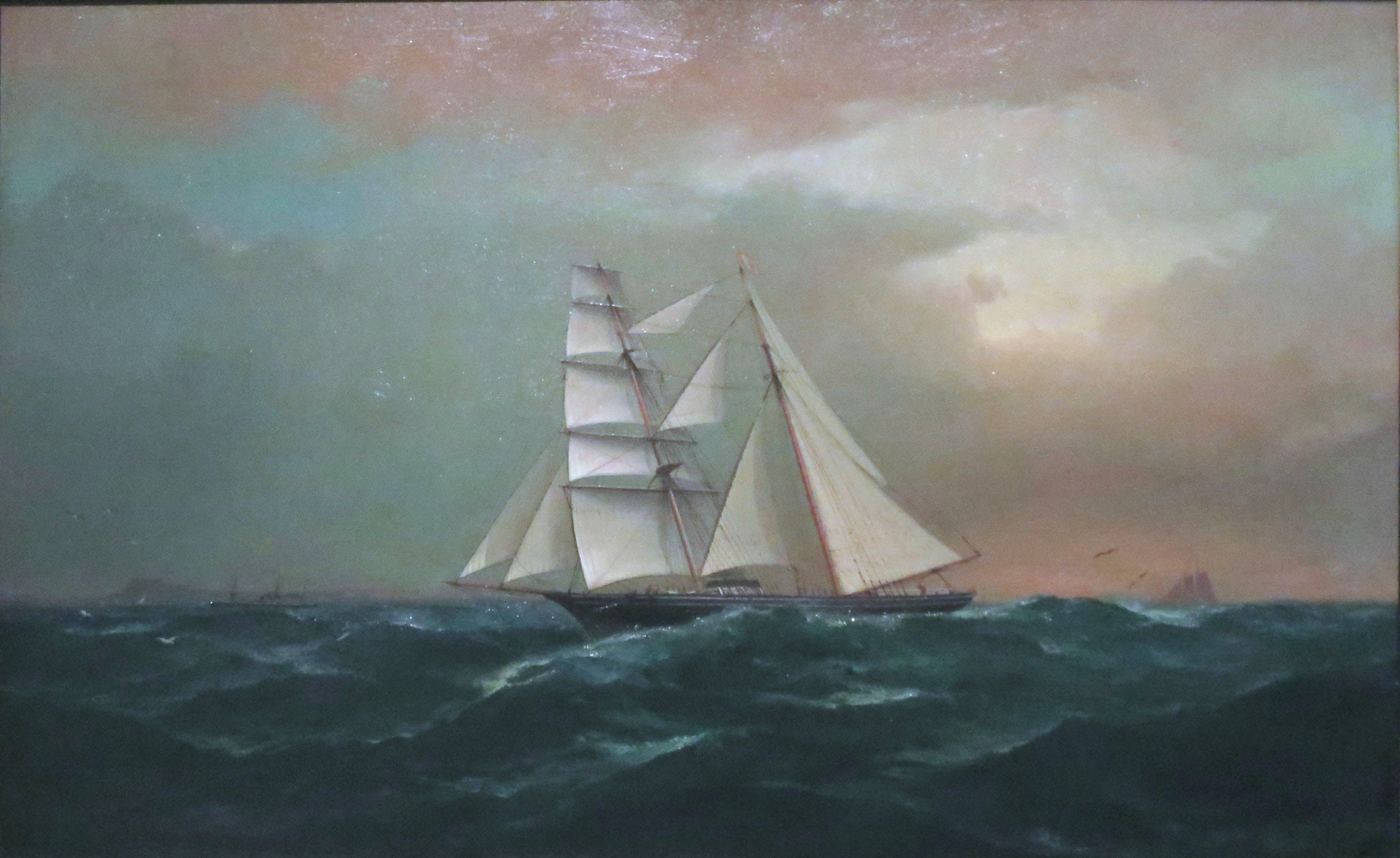
Le brigantin William G. Irwin au large de l'île d'Oahu (1876).
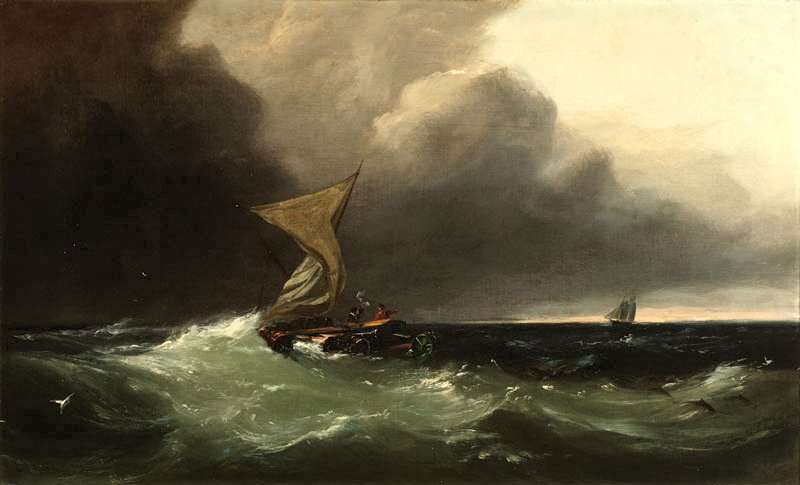
Un navire en détresse (date inconnue)
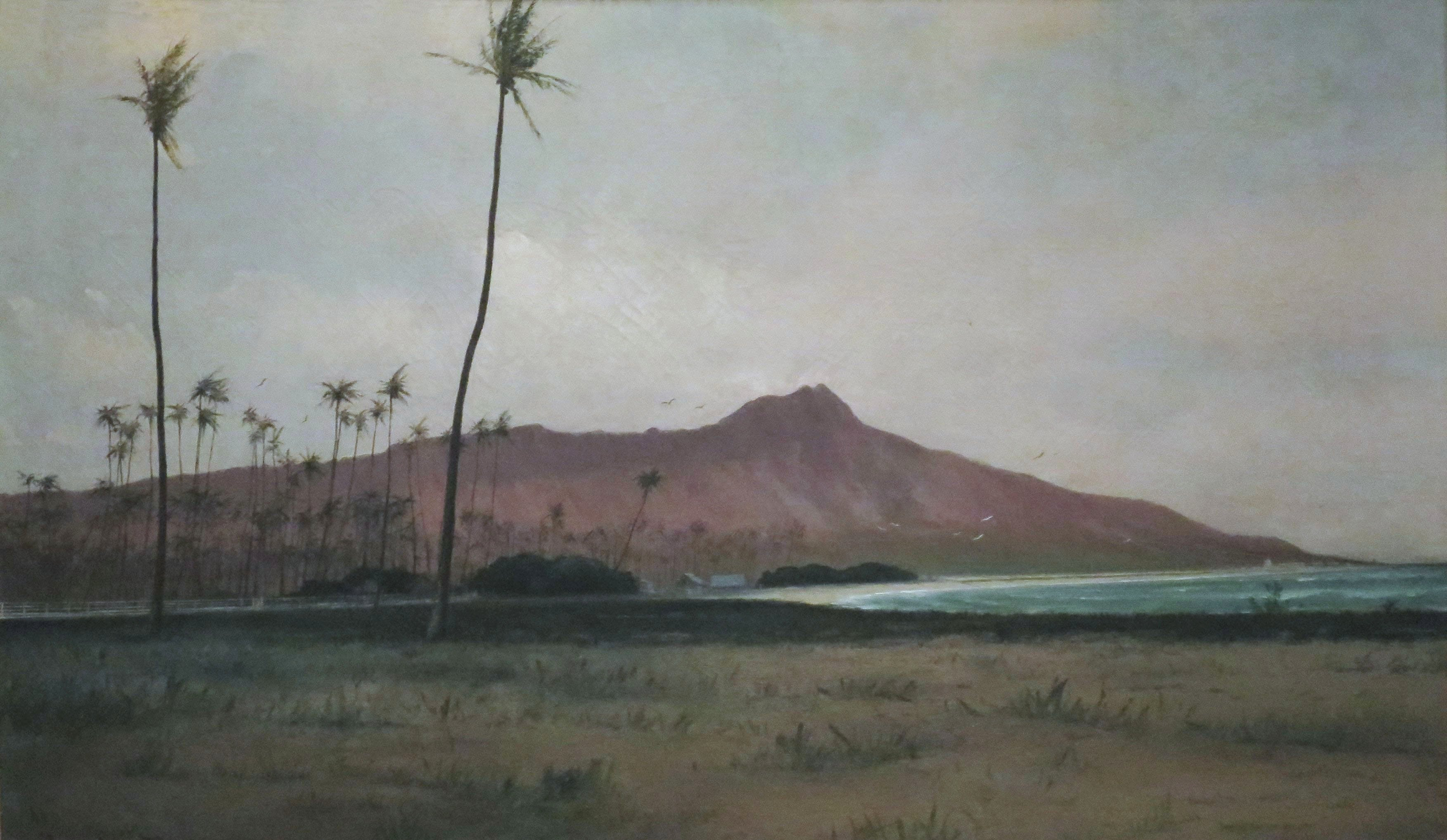
Le cratère de Diamond Head vue depuis la plage de Waikiki (1882)